# 759
سنة 759 م كانت سنة بسيطة تبدأ يوم الإثنين (الرابط يظهر نموذج التقويم الكامل للسنة) من التقويم اليولياني. بدأت تسمية السنة ب759 منذ العصور الوسطى المبكرة، عندما أصبح تقويم أنو دوميني هو الأسلوب السائد في أوروبا لتسمية السنوات.

## أحداث
- نهاية الفتح الإسلامي للغال في 759 والتي بدأت في 719.

## مواليد
- أسد بن الفرات فقيه

## وفيات
- يوسف بن عبد الرحمن الفهري
- وانج وي